# Dobrzegniew
Dobrzegniew – staropolskie imię męskie, złożone z członów Dobrze- („dobry”) oraz -gniew („gniew”). Mogło oznaczać „ten, którego gniew jest zawsze dobry” lub in.
Dobrzegniew imieniny obchodzi 20 stycznia.